# Most szpiegów
Most szpiegów (ang. Bridge of Spies) – amerykańsko-niemiecki dreszczowiec z 2015 roku w reżyserii Stevena Spielberga. Premiera filmu odbyła się 4 października 2015 roku.

## Obsada
Źródło: Filmweb

- Tom Hanks – James B. Donovan(inne języki)
- Mark Rylance – Rudolf Abel
- Amy Ryan – Mary Donovan
- Alan Alda – Thomas Watters Jr.
- Scott Shepherd – Hoffman
- Sebastian Koch – Wolfgang Vogel
- Austin Stowell – Gary Powers
- Billy Magnussen – Doug Forrester

## Produkcja
Od 8 września do 4 grudnia 2014 roku zdjęcia do filmu były realizowane w Berlinie, Erkner, Poczdamie, Marysville, Nowym Jorku oraz Wrocławiu.
Dolnośląskie miasto „grało” centrum Berlina podczas zimnej wojny na przełomie lat 50. i 60. Kręcono tu ujęcia plenerowe, w tym spektakularne sceny grupowe. Zdjęcia zostały wykonane w rejonie ulic Ptasiej, Kurkowej i Mierniczej. Ekipa filmowa dobudowała front budynku w miejscu zburzonej kamienicy obok budynku przy Kurkowej 36. Na jednej ze ścian pojawił się nowy mural - symbol Sozialistische Einheitspartei Deutschlands - Socjalistycznej Partii Jedności Niemiec. Mural został zamalowany po zakończeniu zdjęć. Przy ulicy Ptasiej zaś powstał Mur Berliński.

W produkcji wzięły udział czołgi T-54 i T-55, wypożyczone z Muzeum Broni Pancernej w Poznaniu.

## Nagrody
Źródło: IMDb
| Rok  | Nagroda              | Kategoria                   | Odbiorca        | Wynik   |
| ---- | -------------------- | --------------------------- | --------------- | ------- |
| 2015 | Hollywood Film Award | Cinematographer of the Year | Janusz Kamiński | Wygrana |
| 2015 | Hollywood Film Award | Sound of the Year           | Gary Rydstrom   | Wygrana |